# 1322
Cette page concerne l'année 1322  du calendrier julien. Pour l'année 1322 av. J.-C., voir 1322 av. J.-C.
L'année 1322 est une année commune qui commence un vendredi.

## Événements
- 6 janvier : couronnement de Stefan Uroš III Dečanski, roi de Serbie (fin de règne en 1331), fils du roi Milutin[1].
- Janvier : Thomas de Lancastre et Roger Mortimer prennent la tête d'une révolte baronniale contre Édouard II d'Angleterre[2].
- 22 janvier : reddition de Mortimer, battu par les troupes royales à Shrewsbury[3]. Il est emprisonné à la Tour de Londres.
- 17 février : levée du siège de Gênes par les Gibelins[4].
- 21 février : Charles IV le Bel est sacré roi de France à Reims et devient également roi de Navarre (fin du règne en 1328)[5].
- 16 mars : écrasé à la bataille de Boroughbridge, dans le Yorkshire, Lancastre est capturé et exécuté le 22 mars[2].
  - Première mention du héros populaire anglais Robin des Bois (Robin Hood) qui aurait participé à la rébellion du comte de Lancastre[6].
- 21 mars : Guillaume Ier d'Avesnes, comte de Hainaut, accorde aux habitants de Genly le privilège d’être régis par une loi conforme à celle de Mons (Hainaut).
- 20 avril[7] : concile de Valladolid : réforme des ordres réguliers, application des décrets de Latran IV (1215).
- 2 mai : fondation de la bastide de Grenade-sur-l'Adour, par paréage entre la comtesse Jeanne d'Artois, nièce du roi Louis IX (Saint Louis), et Jean de Chanauld, commandeur de l'hôpital de Saint-Antoine de Goloni[8].
- 19 mai : le mariage du roi de France Charles IV le Bel et de Blanche de Bourgogne, compromise dans l'affaire de la tour de Nesle en 1314, est annulé par le pape Jean XXII[9].
- 24 juin :
  - seconde expulsion des Juifs de France après celle décidée par Philippe IV le Bel en 1306[10].
  - Galeazzo Ier Visconti règne sur Milan à la mort de Mathieu Ier Visconti (fin en 1328)[11].
- 8 août[12] : au Japon, l'empereur Go-Daigo désigne le monastère Sōji-ji comme monastère principal de la secte Sōtō[13].
- Août - septembre : le ban de Bosnie Mladen II Šubić est vaincu à la bataille de Bliska près de Trogir et Klis par les seigneurs dalmates. Charles Robert de Hongrie le capture et l’emprisonne en Hongrie où il meurt vers 1341[14].
- 21 septembre : le roi de France Charles IV le Bel épouse en secondes noces à Provins Marie de Luxembourg, fille de l'empereur germanique Henri VII de Luxembourg et de Marguerite de Brabant[15].
- 27 septembre : consécration de la cathédrale de Cologne, dont la construction avait commencé en 1248[16].

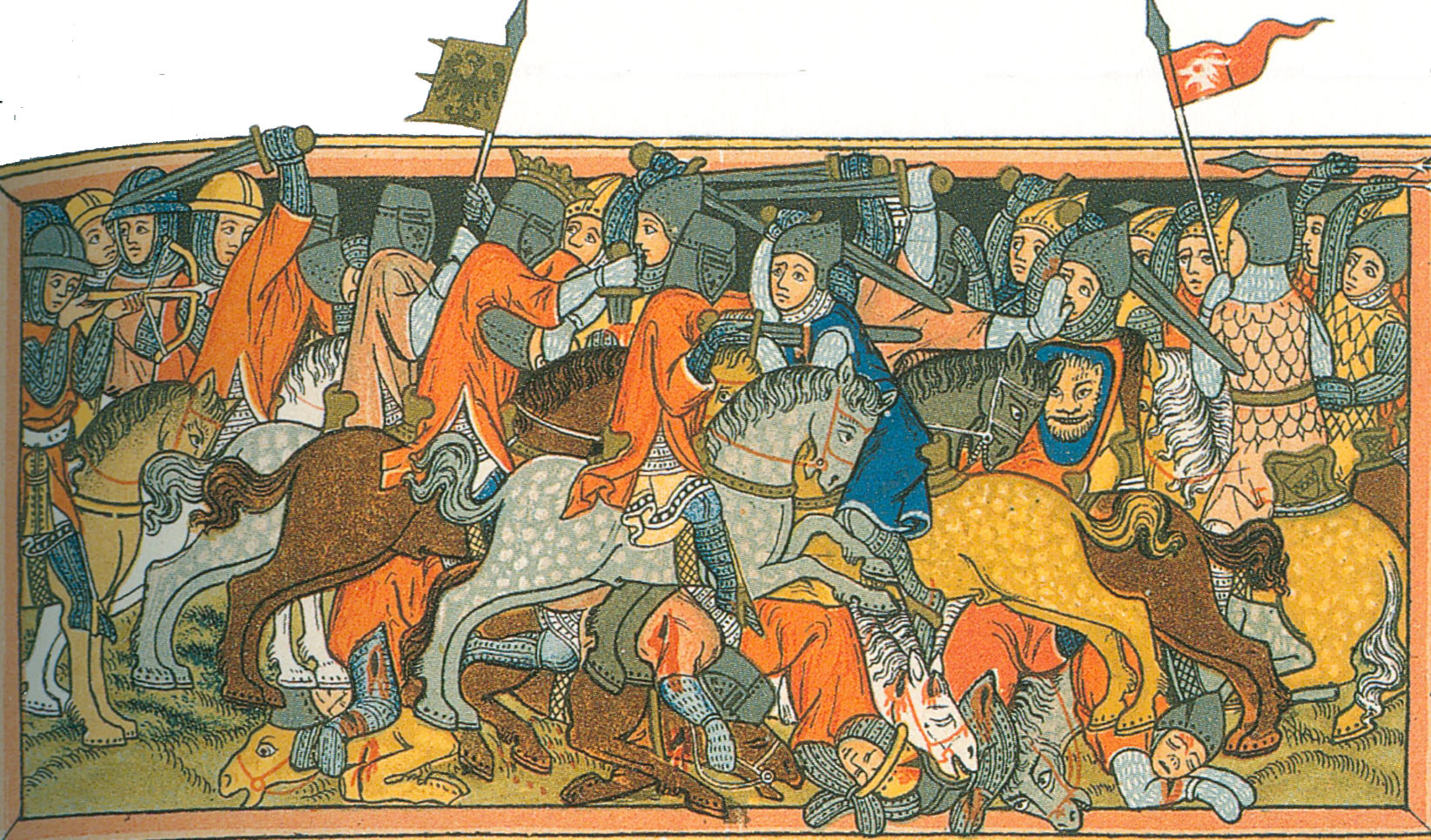
28 septembre : bataille de Mühldorf.

- 28 septembre : Louis IV de Bavière bat et capture son compétiteur Frédéric le Beau de Habsbourg à la bataille de Mühldorf (Bavière)[17]. Il lui impose de renoncer à l’empire ce qui lui vaut d’être excommunié par Jean XXII contre lequel il suscite l’antipape Nicolas V.
- 14 octobre : Édouard II d'Angleterre, qui a envahi l'Écosse en juillet, est repoussé par Robert Bruce à la bataille d'Old Byland[18].

- Le khan de la Horde d'or donne le titre de grand-prince à Dimitri Mikhaïlovitch de Tver (« les Yeux redoutables »)[19].
- La noblesse d’Orvieto reprend le pouvoir sur le popolo sans violence, à la suite de troubles graves[20]. La pression idéologique de la noblesse sur les familles populaires les plus aisées a permis ce basculement.
- Un légat pontifical excommunie d’importants citoyens de Venise coupables d’avoir fait affaire avec l’Égypte mamelouke[21].
- Le pape Jean XXII aurait ordonné l'expulsion des Juifs du Comtat Venaissin. Les synagogues de Carpentras et de Bédarrides sont détruites et remplacées par des chapelles[22].